# Paroeme inermis
Paroeme inermis är en skalbaggsart som beskrevs av Jordan 1903. Paroeme inermis ingår i släktet Paroeme och familjen långhorningar.
Artens utbredningsområde är:
- Gabon.
- Malawi.
- Nigeria.
- Togo.

Inga underarter finns listade i Catalogue of Life.